# Kabinett Arnold III
Das Kabinett Arnold III wurde nach der Landtagswahl am 27. Juni 1954 von Karl Arnold gebildet. 
Es war vom 27. Juli 1954 bis 28. Februar 1956 die Landesregierung von Nordrhein-Westfalen.
| Amt                                    | Name                  | Partei | Partei  |
| -------------------------------------- | --------------------- | ------ | ------- |
| Ministerpräsident                      | Karl Arnold           |        | CDU     |
| Stellvertreter des Ministerpräsidenten | Friedrich Middelhauve |        | FDP     |
| Wirtschaft und Verkehr                 | Friedrich Middelhauve |        | FDP     |
| Inneres                                | Franz Meyers          |        | CDU     |
| Finanzen                               | Adolf Flecken         | CDU    |         |
| Justiz                                 | Rudolf Amelunxen      |        | Zentrum |
| Kultus                                 | Werner Schütz         |        | CDU     |
| Ernährung, Landwirtschaft und Forsten  | Johannes Peters       | CDU    |         |
| Bundesangelegenheiten                  | Artur Sträter         | CDU    |         |
| Wiederaufbau                           | Willi Weyer           |        | FDP     |
| Arbeit und Soziales                    | Johann Platte         |        | CDU     |